# Joanna Tokarska-Bakir

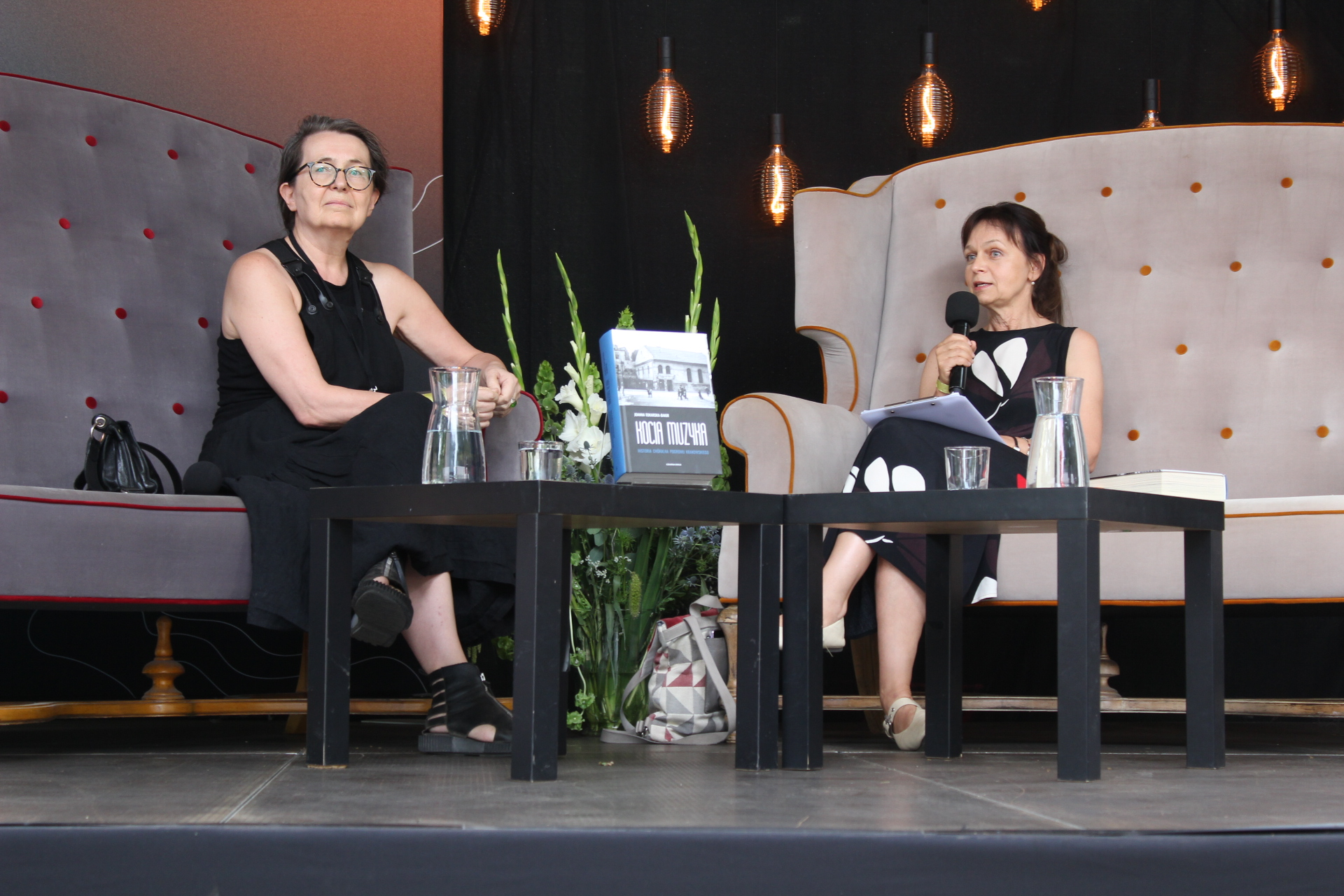
Joanna Tokarska-Bakir, Urszula Glensk

Joanna Sabina Tokarska-Bakir (ur. 17 października 1958) – polska antropolożka kultury, profesor nauk humanistycznych, pracownik naukowy Instytutu Slawistyki PAN. Zajmuje się m.in. antropologią religii, tybetologią, polską religijnością ludową, zagładą Żydów oraz powojennymi pogromami Żydów.

## Życiorys
Pracę magisterską pod tytułem Nauki Don Juana w świetle tybetańskiego buddyzmu – propozycja interpretacji obroniła w 1983 r. Rozprawę doktorską pt. Wyzwolenie przez zmysły. Tybetańskie koncepcje soteriologiczne w świetle hermeneutyki Hansa-Georga Gadamera przygotowała pod kierunkiem prof. Anny Zadrożyńskiej-Barącz i obroniła w 1993 r. Stopień doktora habilitowanego uzyskała w 2001 r. na podstawie pracy pt. Obraz osobliwy. Hermeneutyczna lektura źródeł etnograficznych. W 2011 r. otrzymała tytuł profesora nauk humanistycznych.
Kierowniczka Archiwum Etnograficznego przy ISNS UW i IS PAN (materiały terenowe zebrane podczas dziesięciu ekspedycji przekazano do archiwum Muzeum Holokaustu w Waszyngtonie, USHMM). Członkini PEN Club-Polska. Dwukrotnie jurorka Nagrody Literackiej „Nike”.
Pomysłodawczyni i od 2006 r. autorka wstępów do Serii Antropologicznej PIW.
Laureatka nagrody Res Publiki Nowej za najlepszy esej roku 2001, Nagrody im. Poli Nireńskiej i Jana Karskiego za rok 2007 i Nagrody im. Ks. Stanisława Musiała 2010.
Stypendystka m.in. Fundacji Alexandra von Humboldta, Davis Center for Historical Studies przy Wydziale Historycznym Uniwersytetu Princeton, Institute for Advanced Study, Imre Kertész Kolleg Jena, Ina Levine Invitational Scholarship w United States Holocaust Memorial Museum w Waszyngtonie oraz Wissenschaftskolleg Berlin (Yoshua Elkana Fellowship).
W roku 2019 za książkę „Pod klątwą. Społeczny portret pogromu kieleckiego” otrzymała Nagrodę im. Jana Długosza i Yad Vashem International Book Prize.
W 2020 została członkiem korespondentem PAN. W 2014 otrzymała Złoty Krzyż Zasługi. 
W 2024 jej książka Kocia muzyka. Historia chóralna pogromu krakowskiego została nagrodzona Grand Press za Najlepszą Reporterską Książkę Roku. W tym samym roku Joanna Tokarska-Bakir została uhonorowana  „Kowadłem”  krakowskiego Stowarzyszenia „Kuźnica”.
Jest profesorem w Instytucie Slawistyki PAN i kieruje w nim Zakładem Badań Narodowościowych. W kadencji 2023–2026 została wybrana na Przewodniczącą Rady Naukowej tego instytutu. Była też profesorem nadzwyczajnym w Instytucie Stosowanych Nauk Społecznych Uniwersytetu Warszawskiego oraz profesorem Collegium Civitas, gdzie kierowała Katedrą Antropologii Kulturowej.
Jest członkiem Komitetu Nauk o Kulturze PAN i Komitetu Nauk Etnologicznych PAN.

## Wybrane publikacje
- Wyzwolenie przez zmysły. Tybetańskie koncepcje soteriologiczne, Wrocław, 1997
- Obraz osobliwy. Hermeneutyczna lektura źródeł etnograficznych, Kraków, 2000
- Rzeczy mgliste, Wydawnictwo Pogranicze, Sejny 2004, ISBN 83-86872-60-8
- Legendy o krwi. Antropologia przesądu, Wydawnictwo W.A.B., Warszawa 2008, seria Z wagą, ISBN 978-83-7414-0225
- Okrzyki pogromowe. Szkice z antropologii historycznej Polski lat 1939–1946, Wołowiec 2012, ISBN 978-83-7536-451-4
- Légendes du sang. Pour une anthropologie de l’antisémitisme chrétien, Traduction Malgorzata Maliszewska, Paris 2015, Albin Michel, ISBN 978-22-2615-892-5
- Pogrom Cries. Essays on Polish-Jewish History 1939-1946, tłumacze różni, Peter Lang, Berlin 2017, ISBN 978-3-631-64178-1
- Pod klątwą. Społeczny portret pogromu kieleckiego, Warszawa 2018, ISBN 978-83-7554-936-2 oraz ISBN 978-83-9015-851-1
- Bracia miesiące. Studia z antropologii historycznej Polski 1939–1945, Wydawnictwo Instytutu Badań Literackich PAN, 2022, ISBN 978-83-66448-98-8.
- Jewish Fugitives in the Polish Countryside, 1939-1945. Beyond the German Holocaust Project, Peter Lang, Berlin 2022, ISBN 978-3-631-84927-9.
- Cursed. A Social History of the Kielce Pogrom, translated into English by Ewa Wampuszyc, Cornell University Press, Ithaca and London 2023, ISBN 978-1-5017-7148-4
- Kocia muzyka. Historia chóralna pogromu krakowskiego, 2 tomy, Czarna Owca, Warszawa 2024, ISBN 978-83-8252-578-6 oraz ISBN 978-83-8252-845-9.